# Елгигитгин
Елгигитгин (на чукчи: Эльгыгытгын) е кратерно езеро в Чукотка, Сибир. Административно се отнася към Чукотски автономен окръг, Русия. Името на езерото се превежда от чукотски като „бяло езеро“ или „незамръзващо езеро“.
Езерото представлява особен интерес за учените, тъй като никога не е било покривано от ледници. Това е позволило да се натрупат 300 m наноси на дъното, съдържащи информация за праисторическите изменения на климата.

## География
Елгигитгин се намира в ударен кратер, създаден преди около 3,6 млн. години през плейстоцен. Открито е през 1933 г. от Сергей Обручев. Има площ от 110 km² и максимална дълбочина от 174 m. Средната температура на водата е 3 °C. Самият кратер е с диаметър 18 km. В езерото се вливат около 50 малки ручея, а се оттича река Енмиваам, приток на река Белая. През по-голямата част от годината езерото е покрито от ледове, които понякога не изчезват даже през лятото. Бреговете му се сковани от вечна замръзналост. Около Елгигитгин няма селища, нито пътища.
През 2008 и 2009 г. учени от Русия, САЩ и Германия провеждат изследване на дънното на езерото, като пробиват три дупки за да вземат проби. Изследването има за цел да проучи еволюцията на земните части на Арктика след плейстоцен.

## Фауна
Въпреки изключително суровите условия на езерото, тук са открити поне 3 вида риби: Salvelinus boganidae, Salvelinus elgyticus и Salvethymus svetovidovi. Последните два вида са ендемични за езерото. Salvethymus svetovidovi е описан през 1990 г., живее на дълбочина не по-малко от 70 m и излиза на брега рядко.